# Philiscus van Corcyra
Philiscus van Corcyra (Oudgrieks: Φιλίσκος, Philískos) was een treurspeldichter, afkomstig uit Corcyra, onder Ptolemaeus II Philadelphus (285-247 v.Chr.).
Philiscus werd door de Alexandrijnen in de tragische Pleias opgenomen. Hij zou 42 treurspelen hebben geschreven.